# 佐島勤
佐島勤，是日本小說家。

## 經歷
2008至2011年間，在上班族生活中，以佐島勤（さとう つとむ）名義在成為小說家吧投稿小說。
2011年7月，魔法科高中的劣等生（魔法科高校の劣等生）由電撃文庫出版。

## 作品
電撃文庫
- 魔法科高中的劣等生（魔法科高校の劣等生）[1]
- 機動防衛者Dowl Masters（ドウルマスターズ）[2]
- 魔人執行官（魔人執行官（デモーニック・マーシャル））[3]